# Bożewo (powiat sierpecki)
Bożewo (dawniej Borzewo) – wieś w Polsce położona w województwie mazowieckim, w powiecie sierpeckim, w gminie Mochowo. Ma status solectwa.
| SIMC    | Nazwa         | Rodzaj    |
| ------- | ------------- | --------- |
| 0571211 | Bożewo-Pieńki | część wsi |
| 0571228 | Cendrowo      | część wsi |
| 0571234 | Kotarczyn     | część wsi |

W Królestwie Kongresowym wieś była siedzibą gminy Bożewo.
W latach 1954–1972 wieś należała i była siedzibą władz gromady Bożewo. W latach 1975-1998 miejscowość należała administracyjnie do województwa płockiego.
1 stycznia 2003 nazwa części wsi Bożewo-Kolonia została zniesiona.

## Kościół parafialny
Głównym zabytkiem Bożewa jest późnogotycki kościół pw. św. Andrzeja. Został zbudowany z czerwonej cegły, w 1453 roku. Fundatorem budowli był ówczesny właściciel wsi, starosta płoński Andrzej Borzewski herbu Lubicz. Kościół znajduje się na Pętli Północnej szlaku krajoznawczego Perły Mazowsza. 